# Antonów
Antonów (prononciation : [anˈtɔnuf]) est une localité polonaise de la gmina de Przystajń, située dans le powiat de Kłobuck en voïvodie de Silésie.